# Nykils kyrka
Nykils kyrka är en kyrkobyggnad i Nykils tätort i  Nykils socken i Nykil-Gammalkils församling i Valkebo härad i Östergötland. Den ligger cirka 18 kilometer sydväst om Linköping, 5 kilometer sydost om Gammalkil och tillhör Linköpings stift.

## Kyrkobyggnaden
Nykils kyrka är byggd i gustaviansk stil. Stora fönster gör att kyrkorummet upplevs som ljust och rymligt. Det fullbreda koret bildar fortsättning på det tunnvälvda långhuset. Kyrkans interiör domineras av altare med altaruppsats i gustaviansk stil, innehållande en tavla föreställande Kristus i Getsemane, omramad av tvenne sirade pilastrar och ornamenterat överstycke i svart och guld. Text under tavlan: ”Se Guds Lamb Som borttager werldens synd. Joh. 1:29.”
På evangeliesidan hänger en gustaviansk predikstol med korg och ljudtak, likaledes i svart och guld; på korgen citeras ur Bibeln: ”Saliga äro de Som höra Guds ord och gömma detLuk. 11:28.” På epistelsidan har anordnats en dopplats, med dopfunt ritad av arkitekten Kurt von Schmalensee. Dopskålen i silver är försedd med musicerade kvinnor i antik stil. På väggen vid dopplatsen hänger ett medeltida krucifix.
Längre ned på södra långhusväggen, väster om den södra portalen, finns en äldre skulpterad altaruppsats från 1750 med texter: ”Mig hafwer tu arbete giordt uti sinom syndom, och giordt mig mödo uti sinom misgierningom. Jes: 43: 24”. ”Tänck på Jesum Christum. 2 Tim: 2: 8.” Änglafigurerna, som blåser i trumpet överst på uppsatsen, har ursprungligen gjorts för en äldre orgel av Jonas Wistenius.
På läktaren i väster står en mekanisk 2-manualig, 17-stämmig orgel av bröderna Sven & Erik Nordström i Flisby.

## Historik
Redan under 1200-talet byggdes en stenkyrka i Nykil. Den bestod av långhus med kor och torn. Klockorna hängde dock i en stapel på kyrkogården. Senare välvdes kyrkan, vilket bör ha skett i början av 1500-talet.
År 1647–1648 fick kyrkan nya bänkar och läktaren utökades. År 1655 var det dags att byta ut den gamla klockstapeln mot en ny, vilken blev klar strax därpå. År 1701 tillkom ett korskrank, snidat av mäster Gudmund. Samma år dekorerade mäster Henrik (Heinrich) Werner koret med ”tio förgyllda och försilvrade lampor” och levererade en ny predikstol. Befolkningen växte i församlingen och 1734 gjordes en tillbyggnad.
Under år 1750 bygger snickare Pehr från Nykil en ny orgelläktare. På denna uppförde orgelbyggare Jonas Wistenius 1749(?) en piporgel. År 1750 skapar skulptör Johan Wedulin i Hjo en altaruppsats, som målas av J. G. Stoltz i Vadstena. De dekorerade också orgelfasaden med snidade bilder. På läktarbarriären målade Stoltz bilder av apostlarna.
Carl Fredric Broocman berättar i mitten av 1700-talet:
| ” | Kyrkan, som finnes nämnd i gamla Skrifter Nya Kjöl, twifwels utan af sin belägenhet på en högd, står på Krono grund uti Norra ändan af Soknen, en och 3 fjerdedels mil ifrån Linköping, tå wägen tages genom Slaka Sokn. I långliga tider har hon warit 32 alnar lång och 13 och en fjerdedels aln bred; men som Församlingen tid efter annan tiltagit och icke rymdes uti henne, så blef hon år 1734 utwidgad med en tilbyggnad af träd till 16 alnars längd och 17 och en half alns bredd. Altartaflan är upsatt år 1750 för 600 Daler Kopp:mt, och föreställer uti wacker målning Frälsaren på Korßet med Maria och Johanne therunder. Prädikstolen är i lika måtto wäl gjord i Bildthuggare-Arbete med Frälsarens och Evangelisternas bilder uti förgyld målning. Theslikes är ock Kyrkan beprydd med en wacker Orgelläcktare, som upsattes år 1749, tå äfwen Orgelwerket blifwit köpt för 2600 Daler Kopp:mt. Af Påwiska öfwerlefwor ser man ännu Kyrkan under hwalfwen wara målad med åtskilliga heligas beläten. [...] Intet Torn är wid Kyrkon, utan hänga Klockorna uti Trästapel; \| \| och står på then större: \| men på then mindre: \| \| \| Wælborne JOHAN DRAKE, MARGARETHA KLINGSPÅR, \| Verbum divinum manet in æternum. 1586.(?) \| \| \| ANNA SCHEIDING, J. L. SCHÖNFELDT år 1670, \| \| | „                                         |
|   | och står på then större: | men på then mindre:                       |
|   | Wælborne JOHAN DRAKE, MARGARETHA KLINGSPÅR, | Verbum divinum manet in æternum. 1586.(?) |
|   | ANNA SCHEIDING, J. L. SCHÖNFELDT år 1670, |                                           |

Senare, år 1761, engagerades byggmästaren Petter Frimodig (1721–1766) för att bygga ett nytt torn, vilket blev klart 1763.

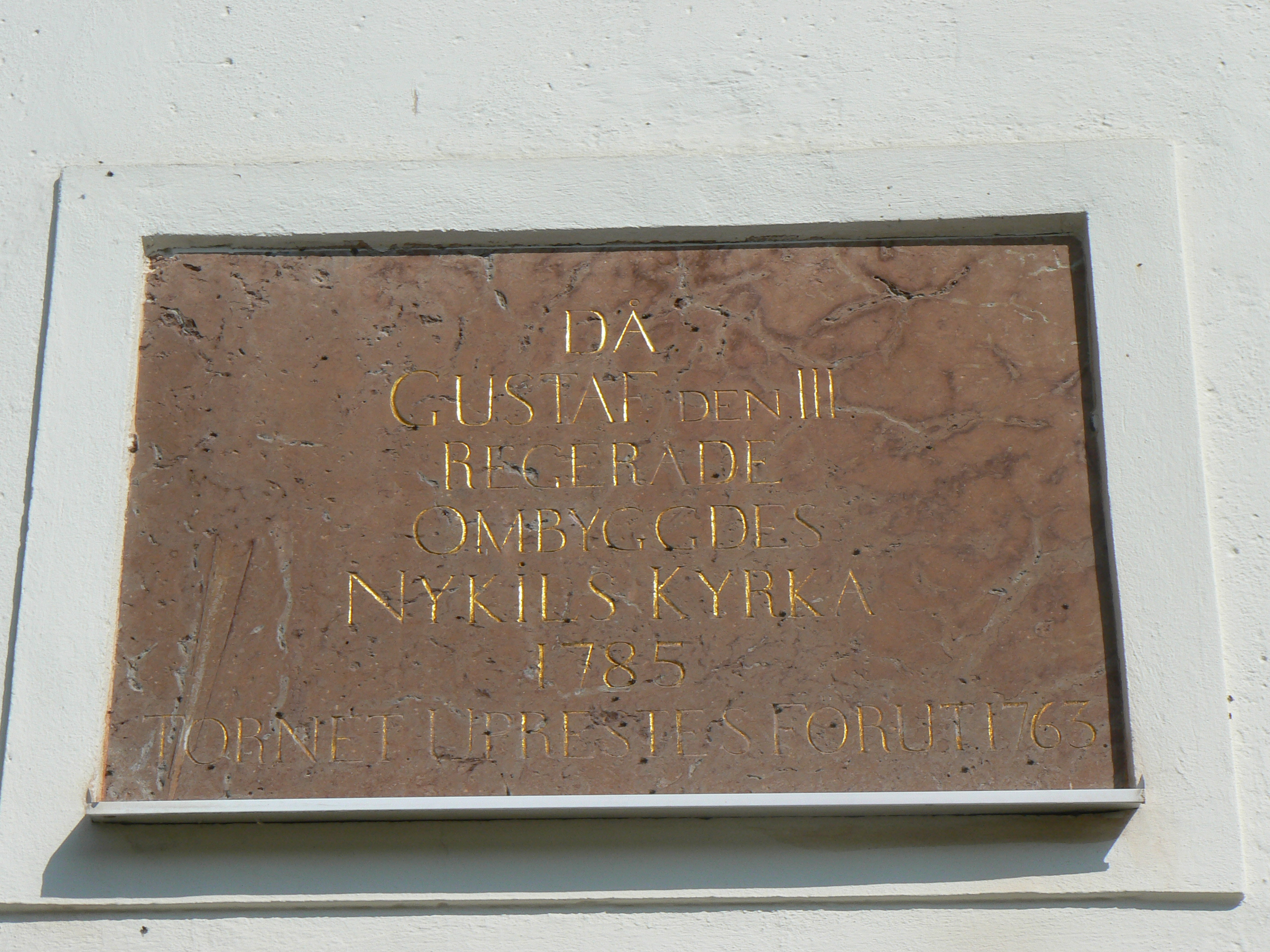
Inskrift över kyrkporten till minne av ombyggnaden

 Trots tillbyggnad och stor läktare var kyrkan alldeles för liten för den växande befolkningen. År 1781 fattade sockenstämman beslut om nybyggnad och 1784 skrevs kontrakt med byggmästare Casper Seurling, Mjölby. Redan samma år lades grunden till den nya kyrkan utanför den gamlas murar, varifrån man hämtade sten till de nya murarna.  Sockenfolket levererade timmer och sten, av Lars Andersson i Tjällmo köptes spik och från Hammar erhölls vitkalk och järn. Den gamla kyrkan revs 1785. Den nya kyrkan utformades i gustaviansk stil med stort tunnvälvt långhus, rundbågiga fönster och i öster rakt avslutat kor. Bakom koret byggdes en parallelltrapetsformad sakristia. I väster behölls delar av det gamla tornet. År 1786 var kyrkan färdig och även orgeln hade kommit på plats.
År 1800 ombads Casper Seurling besiktiga kyrktornet. Han fann det för högt och kortade därför av spiran. Tornet har trots detta en ansenlig höjd och har fortfarande kvar Petter Frimodigs stil.
Under 1800-talet gjorde konstnären Johan Zacharias Blackstadius (1816-1898) en inte helt lyckad ommålning av altartavlan.
År 1909 renoverades kyrkan. Förutom ommålning av interiören, ersattes de tidigare slutna bänkkvarteren med nya öppna bänkar.
Under ledning av arkitekten Kurt von Schmalensee, Norrköping, vidtogs 1955 en restaurering av inventarierna, varvid bl.a. kyrkbänkarna åter försågs med luckor och Blackstadius övermålning av altartavlan togs bort. Vidare gjordes en del renoveringar: Fönsterhöjden minskades något och sakristian bakom koret fick ny ingång. Dessutom skapades förrådsutrymmen under läktaren och tornkammaren inreddes som kyrksal.

## Inventarier

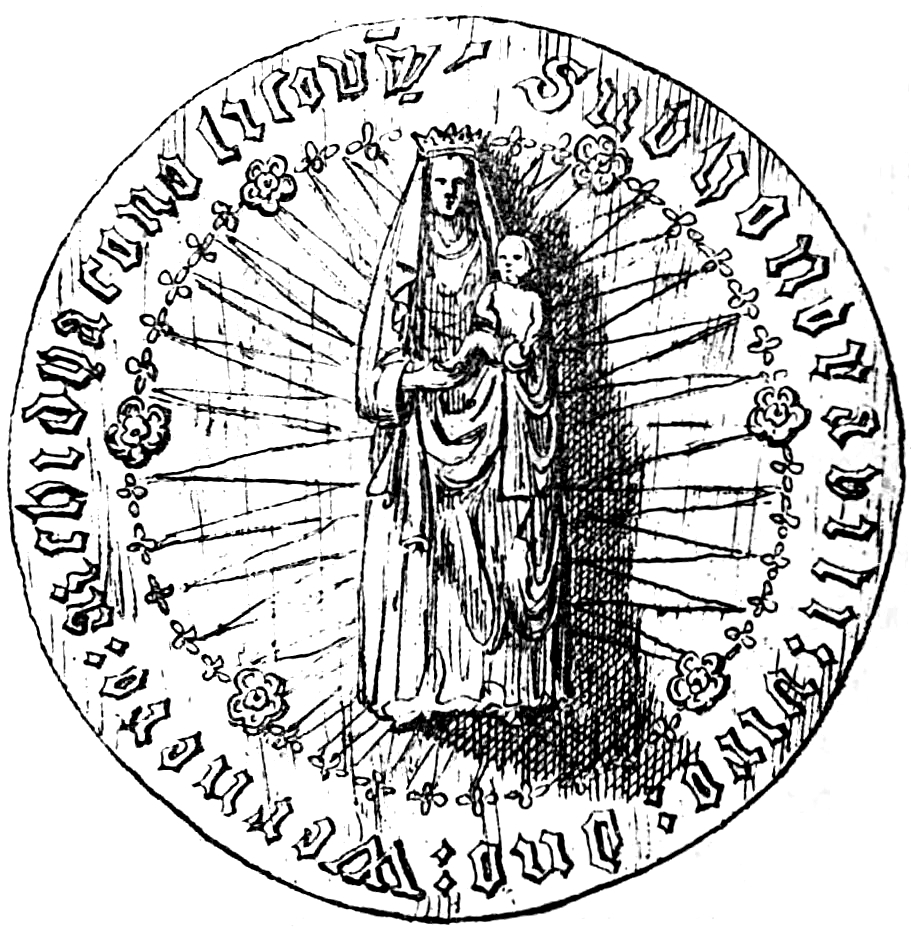
1800-talsteckning av Madonnabilden i kyrkan.

- Triumfkrucifix av ek, kors av furu, från verkstad i Östergötland, mitten av 1300-talet, (bilder).
- Madonnabild av ek, från verkstad i Östergötland, 1400-talet(?), (bilder).
- Altaruppsats med altartavla föreställande Kristus i Getsemane möjligen målad av Lars Bolander i Stockholm (1731-1795). Under tavlan står: ”Se Guds Lamb Som borttager werldens synd. Joh. 1:29.” Längre ned kan man också läsa vilka som donerat tavlan. Till vänster står: ”Denna Altartafla är skänkt, af Rusthållaren Hindrik Jaensson Curnianian i Tuna, och dess Hustru Christina Jönsdotter år 1786”, och till höger: ”Denna Altartafla är skänkt, af Rusthållaren Eric Olofsson i Uttersbo, och dess Hustru Margaretha Jaensdotter Curman år 1786”.
- Äldre skulpterad altaruppsats vid södra väggen återgivande Jesu korsfästelse, utförd 1750 av mäster Johan Wedulin, Hjo och målad av J. G. Stoltz, Vadstena. Text: ”Mig hafwer tu arbete giordt uti sinom syndom, och giordt mig mödo uti sinom misgierningom. Jes: 43: 24. Tänck på Jesum Christum. 2 Tim: 2: 8.” Änglafigurerna, som blåser i trumpet, överst på uppsatsen satt ursprungligen på wisteniusorgelns fasad.
- Predikstol i gustaviansk stil. Text: ”Saliga äro de Som höra Guds ord och gömma det.”
- Dopfunt med ängel, som bär upp en cuppa ornerad med keruber, tillverkad av skulptör Johan Werner d.y. i Bäck, Östra Tollstads socken, omkring 1670.
- Ny dopfunt från 1955, ritad av arkitekten Kurt von Schmalensee, Norrköping.
- Målning, Kristi uppståndelse, signerad av målarmästare C. G. Erdman, Linköping, 1809.
- Mässhake av röd sammet med årtalet 1786.
- Mässhakar, svarta från 1800-talet.
- Mässhake av vitt siden broderad med "Guds lamm" och på korset "Veronicas svetteduk", gåva av kyrkoherde John Albert André Augustinius (*1884).
- Kalkkläde av vitt siden med guldspets och broderade blommor, märkt "CHS MND", daterad 1786.
- Kalkkläde av röd sammet med broderi visande "Guds öga", från omkring år 1800.
- Sjuarmad ljusstake av mässing skänkt 1666 av överste Johan Drake († 1677) och hans fru Margareta Klingspor. På staken finns deras alliansvapen, det vill säga vapnen för Drake och Klingspor tillsammans.
- Piporgel av Jonas Wistenius 1749, fasadskulpturer av mäster Wedulin i Hjo och målningar av J. G. Stoltz, Vadstena 1750.
- Storklockan, gjuten av Jonas Green 1670.
- Lillklockan, omgjuten av Elias Fries Thoresson i Jönköping 1762, och igen av M. & O. Ohlssons klockgjuteri i Ystad 1938.

## Orglar
- Jonas Wistenius i Linköping byggde 1749-1750 en niostämmig mekanisk piporgel. Fasadens prydnader utfördes av mäster Johan Wedulin, Hjo, som även tillverkat altaruppsatsen, och fasaden målades av mäster Sven Gustafsson Stoltz från Vadstena.[1] År 1784-1785 demonterades orgeln och Jonas Wistenius satte året därpå upp den i den nya kyrkan. År 1817 inkom klagomål över att "flere pipor äro alldeles odugelige".

| Manual       |
| Gedackt 8'   |
| Principal 4' |
| Flöjt 4'     |
| Kvinta 3'    |
| Oktava 2'    |
| Flöjt 2'     |
| Mixtur III   |
| Rauskvint 2' |
| Trumpet 8'   |
| Tremulant    |

- Tiden 1862-1863 byggde bröderna Sven & Erik Nordström, Flisby, en ny sjuttonstämmig mekanisk piporgel med två manualer och bihangspedal på västläktaren. Manualens undertangenter var vita och alla fasadpipor stumma. År 1963 reparerade Richard Jacoby orgeln och filtade mekaniken för att nedbringa slamret. Reinhard Kohlus avlägsnade 1972 spunden på undersidan i några blindkanceller. År 2001 restaurerade Henrik Lind, Flemma orgeln. Skador reparerades och 1963 års filtning, som gjort orgeln onödigt tungspelad, avlägsnades och ersätts med belädring. Färgerna på Nordströms orgelhus och spelbord återställdes till original. Orgeln har ett tonomfång på 54/24.

### Nordströms ursprungliga disposition och nuvarande
| Huvudverk C-f³                                        | Svällverk C-f³        | Pedal C-h°         | Koppel      |
| Borduna 16 f., C-H/c°-f³                              | Flöjt 8 f.            | bihängd manualen I | Unison I+II |
| Principal 8 f.                                        | Fugara 8 f.           |                    |             |
| Gedakt 8 f.                                           | Principal 4 f.        |                    |             |
| Fleut d'Amour 8 f.                                    | Fleut octaviante 4 f. |                    |             |
| Octava 4 f.                                           | Basång 8 f., B        |                    |             |
| Spetsflöjt 4 f.                                       | Oboé 8 f., D          |                    |             |
| Octava 2 f.                                           |                       |                    |             |
| Scharf I-II Cor., 2 2/3 f. (från c° + 2') (ej repet.) | Crescendosvällare     |                    |             |
| Basun 16 f., C-H                                      |                       |                    |             |
| Trumpet 16 f., c°-f³                                  | Sperrventil           |                    |             |
| Trumpet 8 f., B/D                                     |                       |                    |             |
| Sperrventil                                           |                       |                    |             |

## Bildgalleri.

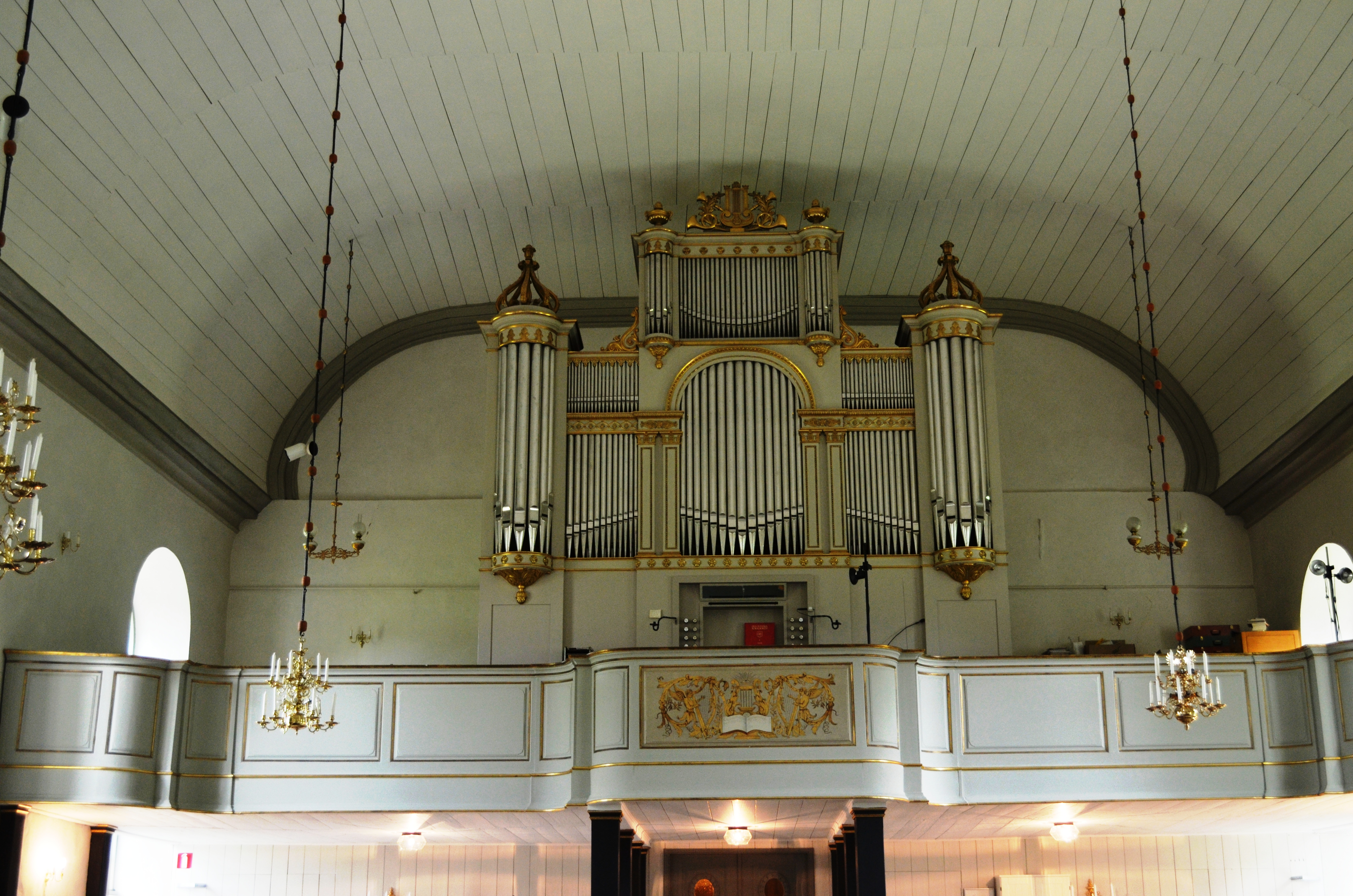
Nykil kyrkas orgelläktare
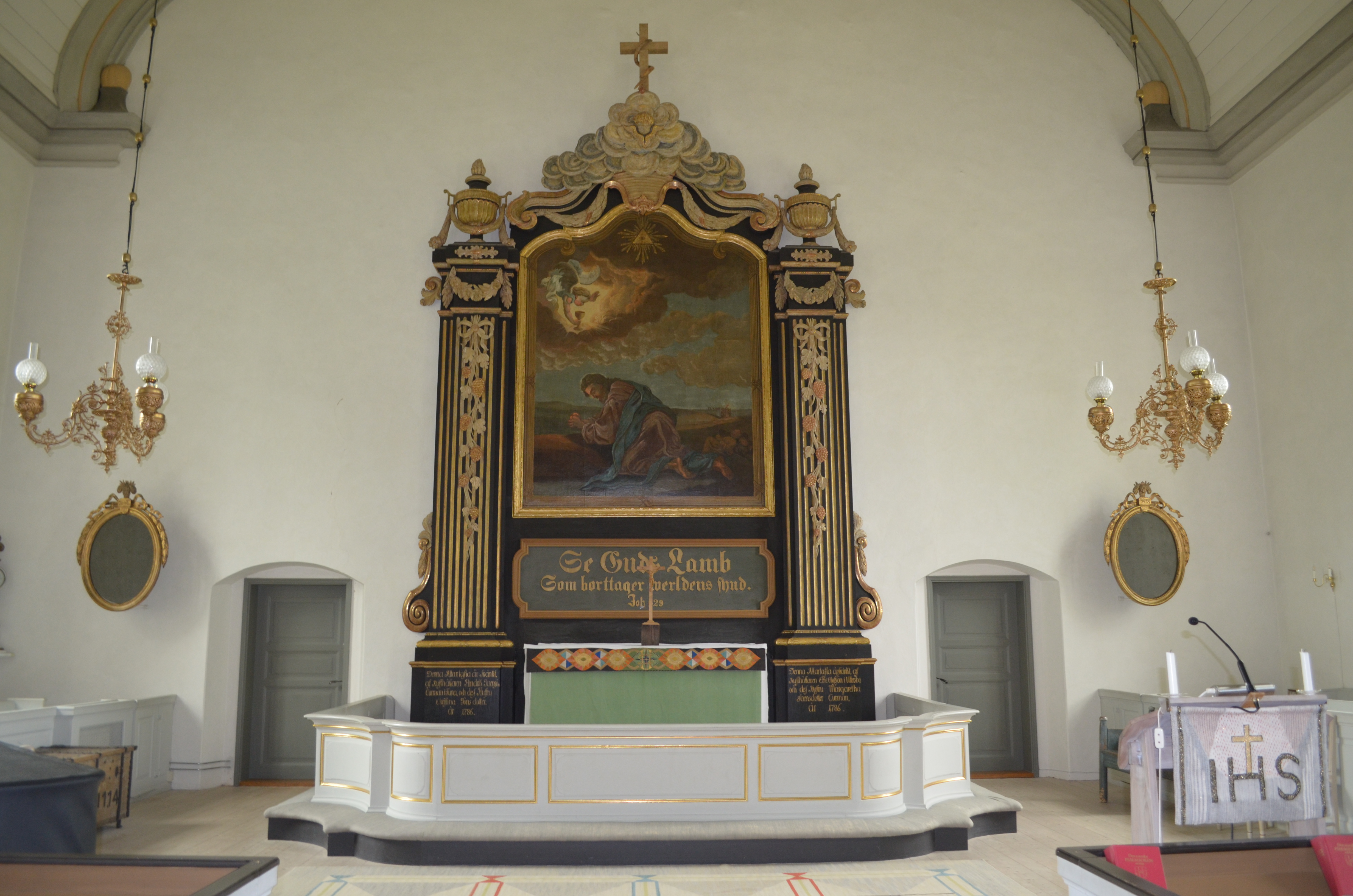
Nykil kyrkas altare
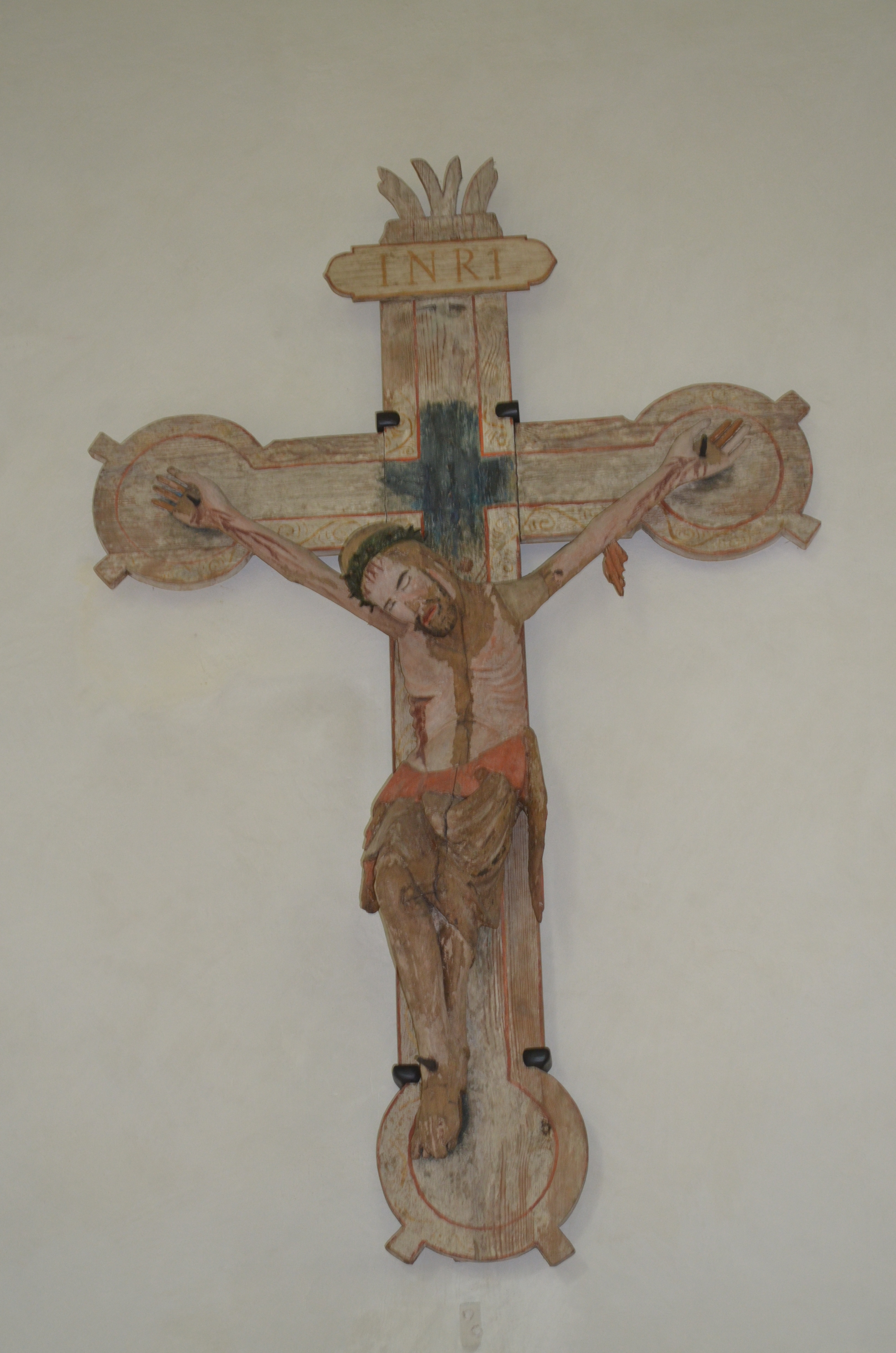
Nykil kyrkas krucifix
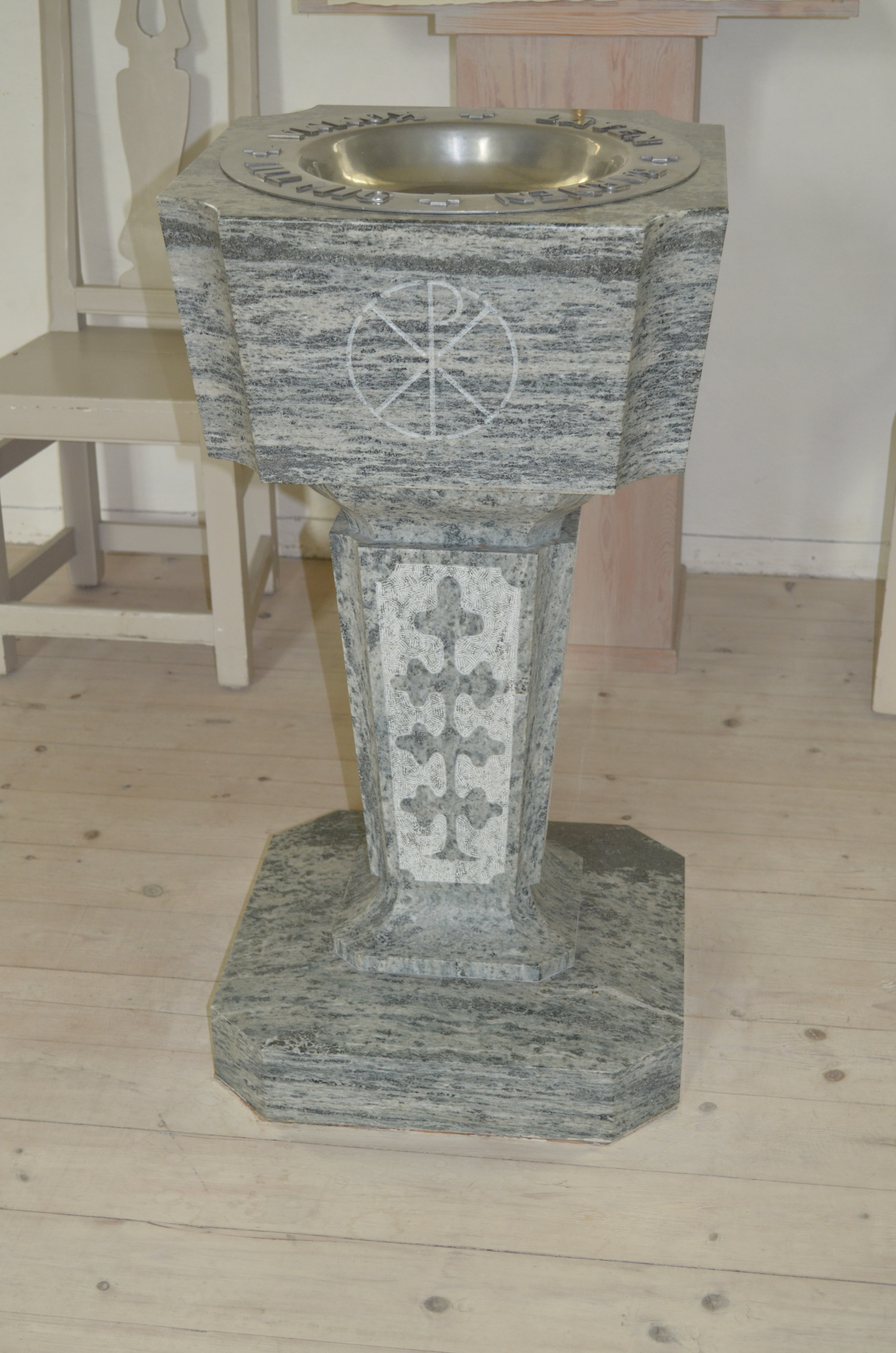
Nykil kyrkas dopfunt
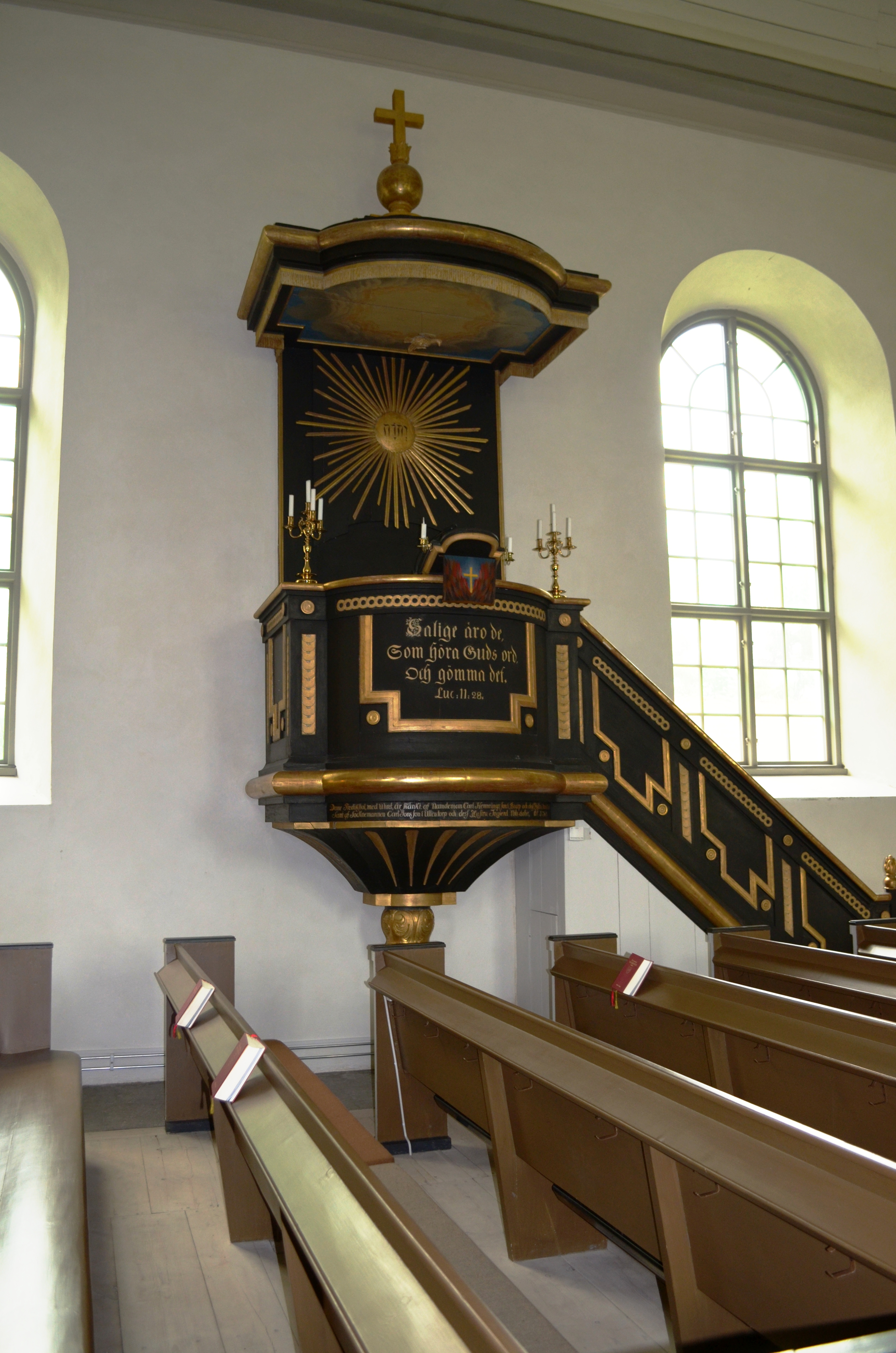
Nykil kyrkas predikstol
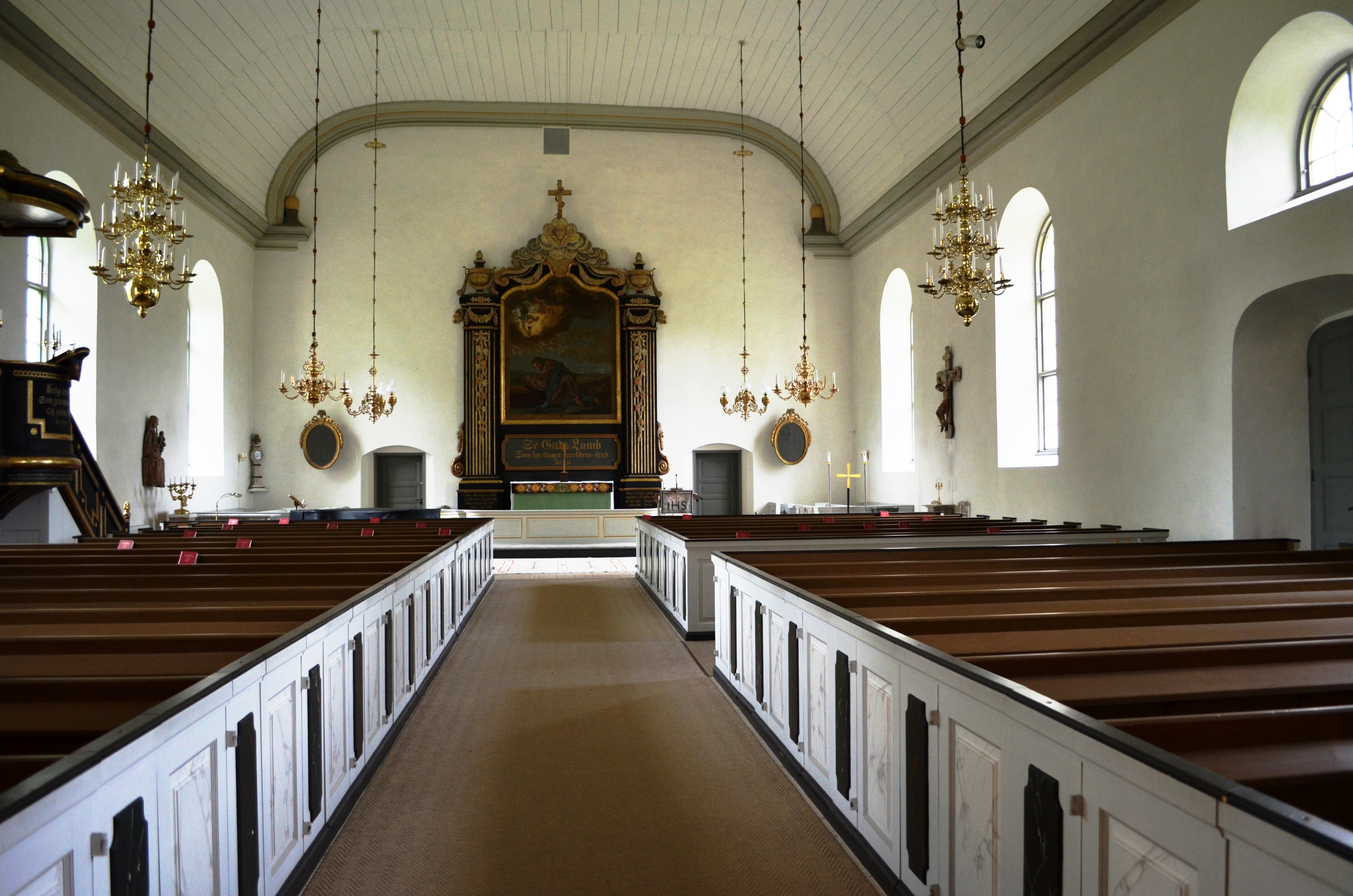
Nykil kyrkas kyrksal